# Buenaventura (rzeka)

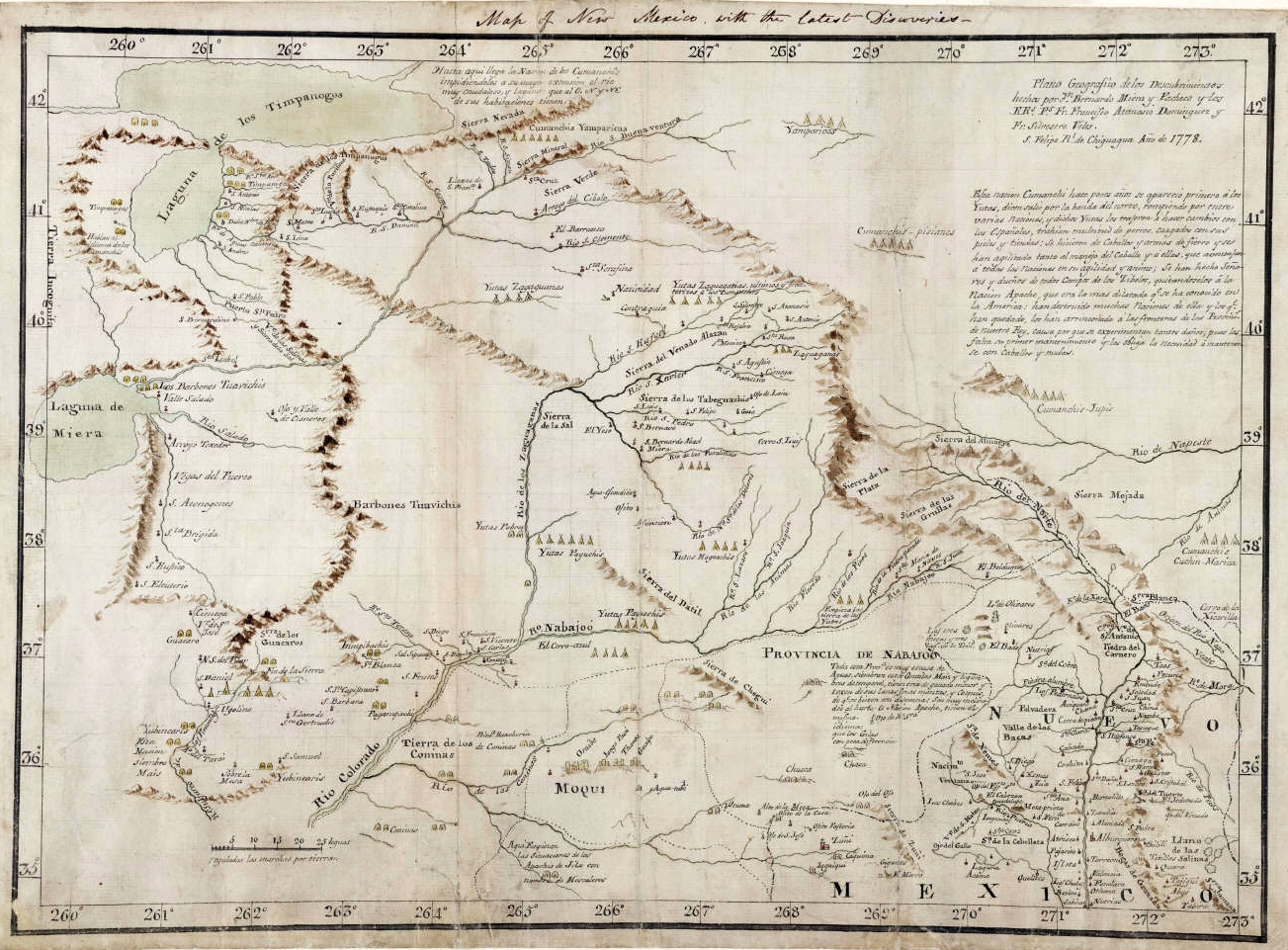
Mapa Barnarda de Miery z roku 1778, Rio Buenaventura – nieprawdziwe połączenie rzek Green i Sevier

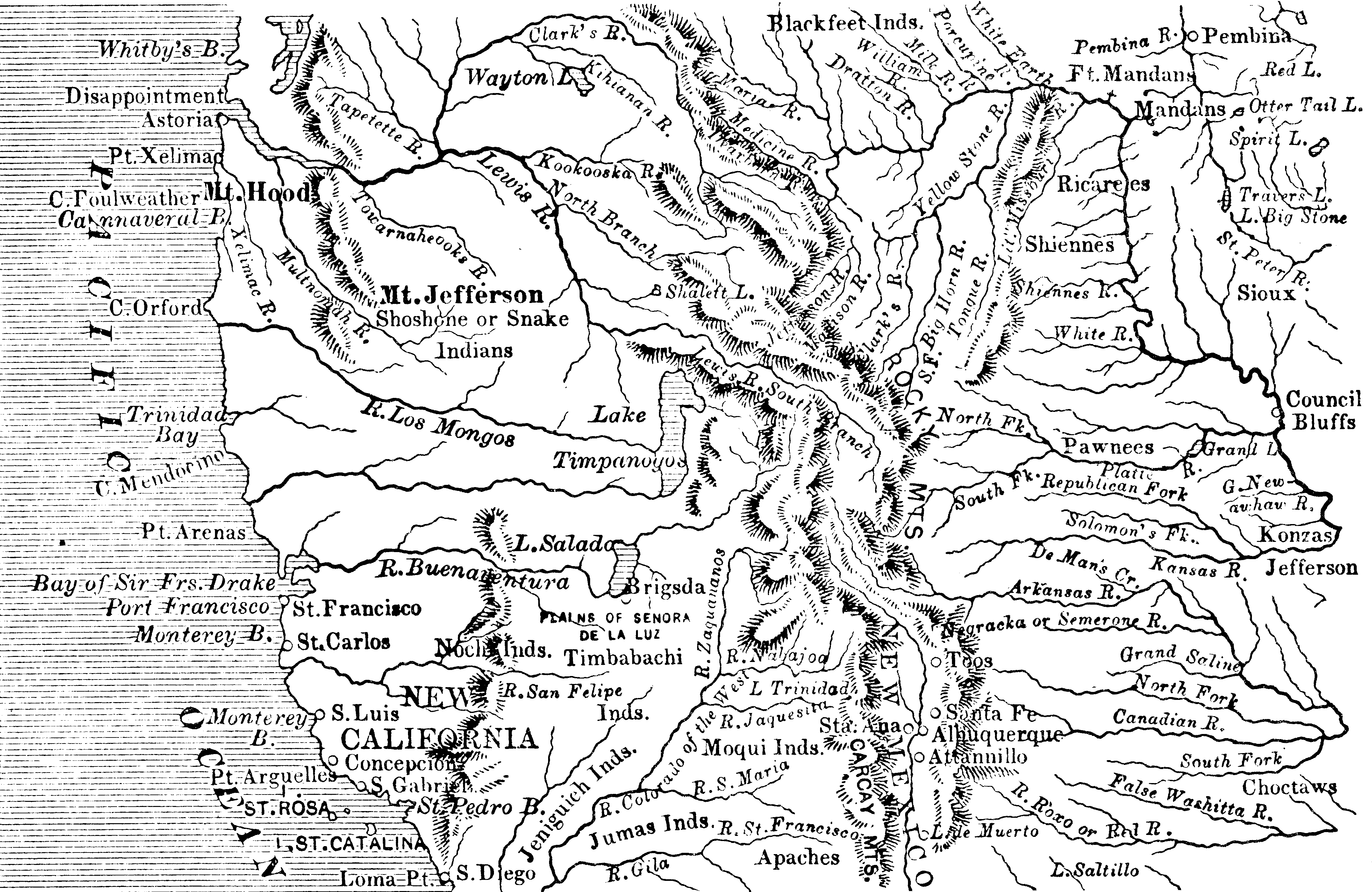
Mapa Alberta Finleya (1826) ukazująca rzekę Buenaventura płynącą z "Lago Salado" do Zatoki San Francisco

Buenaventura (San Buenaventura, Río Buenaventura) – legendarna wielka rzeka na zachodzie Stanów Zjednoczonych, która miała wypływać ze stoków Gór Skalistych i uchodzić do Pacyfiku. Była ostatnim pod względem chronologicznym wyobrażeniem Wielkiej Rzeki Zachodu – odpowiednika Missisipi po zachodniej stronie Gór Skalistych. Wiara w jej istnienie brała się z marzeń o drodze wodnej łączącej dwa oceany, która zastąpiłaby długą i niebezpieczną podróż wokół przylądka Horn na krańcu Ameryki Południowej. 

## Buenaventura na mapach
W roku 1776 dwaj franciszkanie, Francisco Atanasio Dominguez i Silvestre Vélez de Escalante, szukali drogi pomiędzy Santa Fe w hiszpańskim Nowym Meksyku a Monterey w również hiszpańskiej Kalifornii. Dotarli do brzegów Green River, płynącego na południe dopływu Kolorado i nazwali ją San Buenaventura. Wkrótce potem natrafili na rzekę Sevier na odcinku, gdzie płynie ona na południowy zachód, którą uznali za dolny odcinek rzeki Buenaventura. W oparciu o ich doniesienia kartograf Bernardo Miera y Pacheco naniósł na mapę rzekę płynącą na południowy zachód i wpadającą do jeziora, które można uznać za wyschnięte dzisiaj jezioro Sevier. W załączonej do mapy nocie do króla Karola III Miera zalecał budowę kilku misji w tym rejonie zaznaczając, że być może jest to droga wodna prowadząca do Pacyfiku wprost lub przez połączenie z całkowicie zmyśloną Rio Timpanogos.
Kiedy Francisco Garcés i Pedro Font kreślili mapy Alta California, bardzo mało wiedzieli o paśmie Sierra Nevada i nie zdawali sobie sprawy, że pomiędzy tym pasmem a Górami Skalistymi znajduje się Wielka Kotlina, w związku z czym rzeki wypływające z Sierra Nevada utożsamiali z Río Buenaventura Miery. Skutkiem tego Manuel Augustin Mascaro i Miguel Constanso, którzy w roku 1784 sporządzili pierwszą mapę całego Wicekrólestwa Nowej Hiszpanii, umieścili ujście Buenaventury w zatoce San Francisco lub w jej pobliżu. Nieco później kartografowie młodych Stanów Zjednoczonych, tacy jak Aleksander von Humboldt w 1804, William Clark w 1814 i Zebulon Pike w swej książce z 1810 r. uwierzyli hiszpańskim poprzednikom i łączyli znane sobie kalifornijskie rzeki z tymi wypływającymi z Gór Skalistych. 
Kiedy meksykańscy podróżnicy zapoznali się lepiej z Sierra Nevada, zaczęły pojawiać się wątpliwości co do istnienia rzeki Buenaventura, ale Albert Finley w 1826 r. naniósł ją na swoją mapę. W roku 1827 Jedediah Smith przeszedł przez Sierra Nevada i Wielką Kotlinę, ale Buenaventury nie znalazł; w roku następnym przemierzył zachodnie stoki Sierry od początku do końca i znów bez napotkania rzeki o przewidywanej wielkości. W 1841 roku John Bidwell i Thomas Fitzpatrick przeprowadzili pierwszą grupę osadników przez Góry Skaliste do Kalifornii. Radzono im, by zabrali ze sobą narzędzia szkutnicze w celu zbudowania łodzi i spławienia się rzeką Buenaventura z Wielkiego Jeziora Słonego. Odnaleźli wprawdzie rzekę Humboldta na krawędzi Wielkiej Kotliny i posuwali się jakiś czas z jej nurtem, ale nie była to rzeka żeglowna, która przekraczałaby Sierra Nevada.

## Dowód na nieistnienie Buenaventury
Istnienie lub nieistnienie rzeki Buenaventura stanowiło zagadkę do 1843 roku, kiedy John Charles Frémont ze zwiadowcami Thomasem Fitzpatrickiem i Kit Carsonem poprowadził wyprawę od ujścia rzeki Kolumbia do Sacramento przez Sierra Nevada. 27 stycznia 1844 r. nad brzegiem rzeki Walker niemal uwierzył, że znalazł mityczną rzekę, ale był to jedynie błąd w pomiarach. W dwa dni później uświadomił sobie swoją pomyłkę i dowiódł ostatecznie, że Buenaventura nie istnieje.
Porzuciwszy nadzieje o wielkiej drodze wodnej łączącej oba oceany, Frémont oraz jego teść i polityczny opiekun senator Thomas Hart Benton zajęli się projektem zbudowania transkontynentalnej linii kolejowej, która została ukończona w 1869 roku, po wojnie amerykańsko-meksykańskiej i wojnie secesyjnej.